# Cressida (banda)
Cressida fue un grupo de rock progresivo británico de finales de los 60, principios de los 70.

## Biografía
La banda nace en 1968 en la senda de los primeros grupos progresivos británicos y en especial de los Moody Blues, grabando ya en ese mismo año un sencillo promocional que incluía tres temas entre los que destaca el "Lights in my mind", que más tarde sería incluido también -en otra versión- en su primer álbum lanzado en 1970 por el sello Vertigo
El álbum, Cressida, publicado en 1970 y homónimo de la banda, (un nombre inspirado en la tragedia de Shakespeare Troilo y Cressida), destaca por sus delicadas baladas melódicas y por las alternancias y pasajes instrumentales entrelazados de teclados, flauta y guitarra que confieren al trabajo una atmósfera de ensoñación y en cierto modo melancólica.
En 1971 se edita el segundo y último trabajo del grupo, Asylum, con temas de inspiración comparables al anterior aunque en este caso más complejos y en ocasiones decididamente más largos, como es el caso de Let Them Come When They Will, excelente ejemplo de una suite progresiva. Es asimismo reseñable la presencia de arreglos orquestales y la sustitución del guitarrista John Heyworth, que había jugado un papel fundamental en la composición del anterior disco, por John Culley. Sin embargo, el éxito no acaba de llegar y la formación acaba por disolverse poco después. Redescubierta por la crítica y los fans del progresivo a principios de la década de 2000, sus álbumes han sido reeditados en formato en CD en varias ocasiones en estos últimos años, siendo considerada Cressida en la actualidad como una de las bandas más interesantes de esa primera generación progresiva que algunos definen con el término "proto-prog".

## Componentes
- Angus Cullen (voz y guitarra) (1968-1970)
- John Heyworth (guitarra) (1968-1970)
- John Culley (guitarras) (1970)
- Peter Jennings (teclados) (1969–70)
- Kevin McCarthy (bajo) (1968-1970)
- Iain Clark (batería y percusión) (1968-1970)
- Roger Niven - guitarras (2011–actualidad)

## Discografía
- 1970 - Cressida (Vertigo)

1. "To Play Your Little Game" (Heyworth) 3:15
2. "Winter Is Coming Again" (Heyworth) 4:42
3. "Time For Bed" (Cullen) 2:18
4. "Cressida" (Cullen) 3:57
5. "Home And Where I Long To Be" (Heyworth) 4:04
6. "Depression" (Cullen) 5:02
7. "One Of A Group" (Jennings) 3:35
8. "Lights In My Mind" (Heyworth) 2:45
9. "The Only Earthman In Town" (Heyworth) 3:32
10. "Spring '69" (Cullen) 2:14
11. "Down Down" (Heyworth) 4:15
12. "Tomorrow Is a Whole New Day" (Clark) 5:19

- 1971 - Asylum (Vertigo)

1. "Asylum" (Cullen) 3:31
2. "Munich" (Jennings) 9:30
3. "Goodbye Post Office Tower Goodbye" (Cullen) 2:47
4. "Survivor" (Cullen) 1:32
5. "Reprieved" (Jennings) 2:29
6. "Lisa" (Cullen) 5:05
7. "Summer Weekend of A Lifetime" (Cullen) 3:20
8. "Let Them Come When They Will" (Heyworth) 11:46

- 2012 - Trapped In Time - The Lost Tapes (Esoteric)

(All but 4 tracks of this release feature the original line-up with Lol Coker on organ. On tracks 9-11 and 13, Coker is replaced by Peter Jennings, and on track 13, John Heyworth is replaced by John Culley.)
1. "To Play Your Little Game" (Heyworth)
2. "Winter Is Coming Again" (Heyworth)
3. "Cressida" (Cullen)
4. "Depression" (Cullen)
5. "Sad Eyed Fairy" (Cullen)
6. "Lights In My Mind" (Heyworth)
7. "Let Them Come When They Will" (Heyworth)
8. "Situation" (Heyworth)
9. "The Only Earthman In Town" (Heyworth)
10. "Down Down" (Heyworth)
11. "Mental State" (Heyworth)
12. "Silent Light" (Cullen)
13. "Situation" (Version alternativa) (Heyworth) (sencillo no publicado)

- 2012 - The Vertigo Years Anthology 1969-1971 (Esoteric)

El primer disco incluye las mismas pistas de su primer álbum (Cressida) demás de:
1. "Lights In My Mind" (Demo) (Heyworth)
2. "Mental State" (Demo) (Heyworth)

El segundo incluye todas las pistas del Asylum más:
1. "Situation" (No publicado con anterioridad) (Heyworth)
2. "Depression" (BBC Sounds Of The Seventies) (Cullen)
3. "Winter Is Coming Again" (BBC Sounds Of The Seventies) (Heyworth)

## Versiones
La banda neozelandesa Powerhouse recoge en su Move On Up: The Unreleased 1972 HMV Tapes una versión del "Goodbye Post Office Tower Goodbye" de la banda.